# Edogawa
Edogawa (jap. 江戸川区 Edogawa-ku) – jeden z 23 specjalnych okręgów (dzielnic) stolicy Japonii, Tokio. Ma powierzchnię 49,90 km². W 2020 r. mieszkało w nim 698 189 osób, w 332 036 gospodarstwach domowych  (w 2010 r. 678 908 osób, w 304 237 gospodarstwach domowych).